# Rolando (calciatore 1985)
Rolando Jorge Pires da Fonseca, noto semplicemente come Rolando (São Vicente, 31 agosto 1985), è un ex calciatore capoverdiano naturalizzato portoghese, di ruolo difensore.

## Caratteristiche tecniche
Molto abile nel gioco aereo, è stato paragonato a Ricardo Carvalho.

## Carriera

### Club

#### Esordi
Dopo aver militato nel settore giovanile del Campomaiorense dal 1999 al 2003, passa al Belenenses. Dopo una stagione con la squadra giovanile del club di Lisbona, nel 2004 entra a far parte della prima squadra. Con la squadra portoghese colleziona complessivamente 103 presenze e 8 reti ed esordisce nelle Coppe europee, disputando il doppio confronto contro il Bayern Monaco nella Coppa UEFA 2007-2008.

#### Porto
Il 16 aprile 2008 firma un contratto con il Porto a decorrere dalla stagione 2008-2009, dove prende il posto del partente Bruno Alves. Nella prima stagione in Portogallo vince campionato e coppa nazionale.
Titolare fisso del reparto difensivo, nella stagione 2010-2011 consegue un prestigioso quadruple vincendo supercoppa di lega, campionato, coppa nazionale ed Europa League (quest'ultima vinta contro i connazionali del Braga). In agosto, vince nuovamente la supercoppa di lega realizzando una doppietta decisiva al Guimarães.
Nel 2012, dopo aver vinto il suo terzo campionato nazionale, è relegato ai margini della rosa: nella sua esperienza a Porto ha segnato 17 reti in 175 presenze e vinto undici trofei (tre campionati, quattro coppe nazionali, quattro supercoppe di lega, un'Europa League).

#### Prestiti a Napoli, Inter e Anderlecht
Il 31 gennaio 2013 passa al Napoli in prestito, con diritto di riscatto. Esordisce in A il 10 marzo, nella sconfitta per 2-0 in casa del Chievo. Al termine della stagione, non viene riscattato.

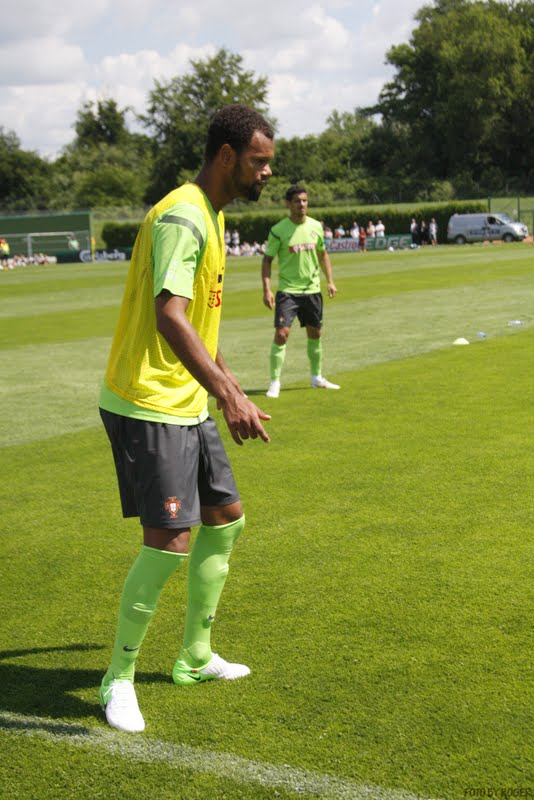
Rolando in allenamento con la Nazionale portoghese durante l'Europeo 2012

È così ingaggiato dall'Inter, sempre in prestito, dove ritrova l'allenatore Walter Mazzarri. Al debutto contro il Cagliari, la sua deviazione sul tiro di Nainggolan causa il pareggio dei sardi. Il 26 ottobre, marca contro l'Hellas Verona la prima rete nel campionato italiano. Il suo rendimento in nerazzurro (29 presenze e 4 gol in campionato) è complessivamente positivo, ma a fine stagione non viene riscattato.
Nel luglio 2014, terminato il prestito, rientra al Porto. Dopo non essere mai sceso in campo nella prima parte di stagione, viene ceduto in prestito al club belga dell'Anderlecht. Qui gioca complessivamente 10 partite tra campionato, coppa belga ed Europa league.

#### Il passaggio al Marsiglia
Il 31 agosto 2015 si trasferisce a titolo definitivo all'Olimpique Marsiglia. Nel corso della stagione 2017/18 si mette in luce per aver segnato ai supplementari il gol del 2-1 nella sconfitta esterna contro il Salisburgo, rete che sancisce la qualificazione del club transalpino alla finale della UEFA Europa League 2017-2018 contro l'Atletico Madrid.

#### Sporting Braga
Rimasto svincolato, il 27 febbraio 2020 firma un contratto fino al 30 giugno 2022 con il Braga. Il 1⁰ luglio 2022 il suo contratto biennale scade, rimanendo svincolato.

### Nazionale
Esordisce con il Portogallo l'11 febbraio 2009, contro la Finlandia. Viene convocato per i Mondiali 2010, senza scendere in campo, così come anche per gli Europei 2012, manifestazione in cui colleziona tre presenze, sempre da subentrante nei minuti finali. La sua squadra viene eliminata dai rivali della Spagna, in semifinale.

## Statistiche

### Presenze e reti nei club
Statistiche aggiornate al 27 febbraio 2020.
| Stagione            | Squadra             | Campionato          | Campionato | Campionato | Coppe nazionali | Coppe nazionali | Coppe nazionali | Coppe continentali | Coppe continentali | Coppe continentali | Altre coppe | Altre coppe | Altre coppe | Totale | Totale |
| Stagione            | Squadra             | Comp                | Pres       | Reti       | Comp            | Pres            | Reti            | Comp               | Pres               | Reti               | Comp        | Pres        | Reti        | Pres   | Reti   |
| ------------------- | ------------------- | ------------------- | ---------- | ---------- | --------------- | --------------- | --------------- | ------------------ | ------------------ | ------------------ | ----------- | ----------- | ----------- | ------ | ------ |
| 2004-2005           | Belenenses          | PL                  | 16         | 2          | CP+CdL          | 1+0             | 1+0             | -                  | -                  | -                  | -           | -           | -           | 17     | 3      |
| 2005-2006           | Belenenses          | PL                  | 25         | 3          | -               | -               | -               | -                  | -                  | -                  | -           | -           | -           | 25     | 3      |
| 2006-2007           | Belenenses          | PL                  | 26         | 0          | CP+CdL          | 2+0             | 0               | -                  | -                  | -                  | -           | -           | -           | 28     | 0      |
| 2007-2008           | Belenenses          | PL                  | 30         | 2          | CP+CdL          | 0+1             | 0               | CU                 | 2                  | 0                  | -           | -           | -           | 33     | 2      |
| Totale Belenenses   | Totale Belenenses   | Totale Belenenses   | 97         | 7          |                 | 4               | 1               |                    | 2                  | 0                  |             |             |             | 103    | 8      |
| 2008-2009           | Porto               | PL                  | 28         | 3          | CP+CdL          | 4+0             | 0               | UCL                | 10                 | 1                  | -           | -           | -           | 42     | 4      |
| 2009-2010           | Porto               | PL                  | 28         | 3          | CP+CdL          | 5+2             | 2+0             | UCL                | 7                  | 1                  | SP          | 1           | 0           | 43     | 6      |
| 2010-2011           | Porto               | PL                  | 29         | 0          | CP+CdL          | 5+1             | 1+0             | UEL                | 15                 | 2                  | SP          | 1           | 1           | 51     | 4      |
| 2011-2012           | Porto               | PL                  | 26         | 1          | CP+CdL          | 1+1             | 0               | UCL+UEL            | 5+2                | 0                  | SP+SU       | 1+1         | 2+0         | 37     | 3      |
| 2012-gen. 2013      | Porto               | PL                  | 1          | 0          | CP+CdL          | 0+0             | 0               | UCL                | 0                  | 0                  | SP          | 0           | 0           | 1      | 0      |
| gen.-giu. 2013      | Napoli              | A                   | 7          | 0          | CI              | -               | -               | UEL                | 2                  | 0                  | SI          | -           | -           | 9      | 0      |
| 2013-2014           | Inter               | A                   | 29         | 4          | CI              | 0               | 0               | -                  | -                  | -                  | -           | -           | -           | 29     | 4      |
| 2014-feb. 2015      | Porto               | PL                  | 0          | 0          | CP+CdL          | -               | -               | UCL                | -                  | -                  | -           | -           | -           | 0      | 0      |
| Totale Porto        | Totale Porto        | Totale Porto        | 112        | 7          |                 | 19              | 3               |                    | 39                 | 4                  |             | 4           | 3           | 174    | 17     |
| feb.-giu. 2015      | Anderlecht          | DI                  | 4+2        | 0          | CB              | 2               | 0               | UEL                | 2                  | 0                  | -           | -           | -           | 10     | 0      |
| 2015-2016           | O. Marsiglia        | L1                  | 19         | 1          | CF+CdL          | 4+1             | 0+0             | UEL                | 5                  | 0                  | -           | -           | -           | 29     | 1      |
| 2016-2017           | O. Marsiglia        | L1                  | 30         | 4          | CF+CdL          | 3+2             | 0               | -                  | -                  | -                  | -           | -           | -           | 35     | 4      |
| 2017-2018           | O. Marsiglia        | L1                  | 31         | 1          | CF+CdL          | 2+1             | 0               | UEL                | 12                 | 1                  | -           | -           | -           | 46     | 2      |
| 2018-2019           | O. Marsiglia        | L1                  | 10         | 0          | CF+CdL          | 1+1             | 0               | UEL                | 1                  | 0                  | -           | -           | -           | 13     | 0      |
| Totale O. Marsiglia | Totale O. Marsiglia | Totale O. Marsiglia | 90         | 6          |                 | 15              | 0               |                    | 18                 | 1                  |             | -           | -           | 123    | 7      |
| feb.-ago. 2020      | Braga               | PL                  | 3          | 0          | CP+CdL          | 0+0             | 0               | UEL                | 0                  | 0                  | -           | -           | -           | 3      | 0      |
| 2020-2021           | Braga               | PL                  | 10         | 0          | CP+CdL          | 1+0             | 1               | UEL                | 1                  | 0                  | -           | -           | -           | 12     | 1      |
| Totale carriera     | Totale carriera     | Totale carriera     | 350        | 24         |                 | 41              | 5               |                    | 61                 | 5                  |             | 4           | 3           | 453    | 37     |

### Cronologia presenze e reti in nazionale
| Cronologia completa delle presenze e delle reti in nazionale ― Portogallo | Cronologia completa delle presenze e delle reti in nazionale ― Portogallo | Cronologia completa delle presenze e delle reti in nazionale ― Portogallo | Cronologia completa delle presenze e delle reti in nazionale ― Portogallo | Cronologia completa delle presenze e delle reti in nazionale ― Portogallo | Cronologia completa delle presenze e delle reti in nazionale ― Portogallo | Cronologia completa delle presenze e delle reti in nazionale ― Portogallo | Cronologia completa delle presenze e delle reti in nazionale ― Portogallo |
| Data                                                                      | Città                                                                     | In casa                                                                   | Risultato                                                                 | Ospiti                                                                    | Competizione                                                              | Reti                                                                      | Note                                                                      |
| ------------------------------------------------------------------------- | ------------------------------------------------------------------------- | ------------------------------------------------------------------------- | ------------------------------------------------------------------------- | ------------------------------------------------------------------------- | ------------------------------------------------------------------------- | ------------------------------------------------------------------------- | ------------------------------------------------------------------------- |
| 11-2-2009                                                                 | Loulé                                                                     | Portogallo                                                                | 1 – 0                                                                     | Finlandia                                                                 | Amichevole                                                                | -                                                                         |                                                                           |
| 28-3-2009                                                                 | Porto                                                                     | Portogallo                                                                | 0 – 0                                                                     | Svezia                                                                    | Qual. Mondiali 2010                                                       | -                                                                         | 45’                                                                       |
| 31-3-2009                                                                 | Losanna                                                                   | Sudafrica                                                                 | 0 – 2                                                                     | Portogallo                                                                | Amichevole                                                                | -                                                                         | 46’                                                                       |
| 10-6-2009                                                                 | Tallinn                                                                   | Estonia                                                                   | 0 – 0                                                                     | Portogallo                                                                | Amichevole                                                                | -                                                                         |                                                                           |
| 12-8-2009                                                                 | Vaduz                                                                     | Liechtenstein                                                             | 0 – 3                                                                     | Portogallo                                                                | Amichevole                                                                | -                                                                         | 62’                                                                       |
| 9-9-2009                                                                  | Budapest                                                                  | Ungheria                                                                  | 0 – 1                                                                     | Portogallo                                                                | Qual. Mondiali 2010                                                       | -                                                                         | 90’                                                                       |
| 3-3-2010                                                                  | Coimbra                                                                   | Portogallo                                                                | 2 – 0                                                                     | Cina                                                                      | Amichevole                                                                | -                                                                         |                                                                           |
| 1-6-2010                                                                  | Covilhã                                                                   | Portogallo                                                                | 3 – 1                                                                     | Camerun                                                                   | Amichevole                                                                | -                                                                         | 63’                                                                       |
| 9-2-2011                                                                  | Ginevra                                                                   | Portogallo                                                                | 1 – 2                                                                     | Argentina                                                                 | Amichevole                                                                | -                                                                         |                                                                           |
| 26-3-2011                                                                 | Leiria                                                                    | Portogallo                                                                | 1 – 1                                                                     | Cile                                                                      | Amichevole                                                                | -                                                                         |                                                                           |
| 7-10-2011                                                                 | Porto                                                                     | Portogallo                                                                | 5 – 3                                                                     | Islanda                                                                   | Qual. Euro 2012                                                           | -                                                                         | 90’                                                                       |
| 11-10-2011                                                                | Copenaghen                                                                | Danimarca                                                                 | 2 – 1                                                                     | Portogallo                                                                | Qual. Euro 2012                                                           | -                                                                         |                                                                           |
| 29-2-2012                                                                 | Varsavia                                                                  | Polonia                                                                   | 0 – 0                                                                     | Portogallo                                                                | Amichevole                                                                | -                                                                         | 66’                                                                       |
| 26-5-2012                                                                 | Leiria                                                                    | Portogallo                                                                | 0 – 0                                                                     | Macedonia                                                                 | Amichevole                                                                | -                                                                         |                                                                           |
| 13-6-2012                                                                 | Leopoli                                                                   | Danimarca                                                                 | 2 – 3                                                                     | Portogallo                                                                | Euro 2012 - 1º turno                                                      | -                                                                         | 89’                                                                       |
| 17-6-2012                                                                 | Charkiv                                                                   | Portogallo                                                                | 2 – 1                                                                     | Paesi Bassi                                                               | Euro 2012 - 1º turno                                                      | -                                                                         | 87’                                                                       |
| 21-6-2012                                                                 | Varsavia                                                                  | Rep. Ceca                                                                 | 0 – 1                                                                     | Portogallo                                                                | Euro 2012 - Quarti di finale                                              | -                                                                         | 88’                                                                       |
| 15-8-2012                                                                 | Loulé                                                                     | Portogallo                                                                | 2 – 0                                                                     | Panama                                                                    | Amichevole                                                                | -                                                                         | 42’                                                                       |
| 5-3-2014                                                                  | Lisbona                                                                   | Portogallo                                                                | 5 – 1                                                                     | Camerun                                                                   | Amichevole                                                                | -                                                                         |                                                                           |
| 23-3-2018                                                                 | Zurigo                                                                    | Portogallo                                                                | 2 – 1                                                                     | Egitto                                                                    | Amichevole                                                                | -                                                                         |                                                                           |
| 26-3-2018                                                                 | Ginevra                                                                   | Portogallo                                                                | 0 – 3                                                                     | Paesi Bassi                                                               | Amichevole                                                                | -                                                                         | 46’                                                                       |
| Totale                                                                    |                                                                           | Presenze                                                                  | 21                                                                        |                                                                           | Reti                                                                      | 0                                                                         |                                                                           |

## Palmarès

### Club

#### Competizioni nazionali
- Campionato portoghese: 3

Porto: 2008-2009, 2010-2011, 2011-2012
- Coppa del Portogallo: 4

Porto: 2008-2009, 2009-2010, 2010-2011
Braga: 2020-2021
- Supercoppa di Portogallo: 4

Porto: 2009, 2010, 2011, 2012
- Coppa di Lega portoghese: 1

Braga: 2019-2020

#### Competizioni internazionali
- UEFA Europa League: 1

Porto: 2010-2011

### Individuale
- Miglior giocatore della Supercoppa di Portogallo: 1

2010